# Hyophila subcucullata
Hyophila subcucullata är en bladmossart som beskrevs av Robert Statham Williams 1921. Hyophila subcucullata ingår i släktet Hyophila och familjen Pottiaceae. Inga underarter finns listade i Catalogue of Life.